# Marcos Mundstock
Marcos Mundstock (né le 25 mai 1942 et décédé le 22 avril 2020 à Buenos Aires) est un radiodiffuseur, auteur, acteur et humoriste argentin.
Il est connu depuis plus de 50 ans en tant que membre du groupe Les Luthiers.

## Biographie
Mundstock était le fils d'immigrants juifs ashkénazes originaires de Rava-Ruska, une ville de la région de Galicie, en Europe de l'Est, qui fait désormais partie de l'Ukraine. La ville est rattachée à la Pologne après la Première Guerre mondiale, et les parents de Mundstock ont donc émigré en Argentine avec des passeports polonais. 
En 2008, il participe également (en tant qu'acteur vocal aux côtés de Daniel Rabinovich, Jorge Maronna, Carlos López Puccio et Carlos Núñez Cortés) au film de Disney Volt, star malgré lui, faisant une apparition secondaire comme l'un des pigeons que le chien Volt rencontre lorsqu'il se perd dans la ville de New York à la recherche de Penny.
En 2011, il apparaît dans le film Mi primera boda, dans le rôle du père Patrick. Il fait également la voix d'Evaristo dans Metegol et joue dans El cuento de las comadrejas, un remake de Los muchachos de antes no usaban arsénico réalisé par Juan José Campanella.
En janvier 2020, il annonce son retrait temporaire de la scène sur avis médical en raison d'un problème de santé dont il souffre depuis 2019. Il décède finalement à l'âge de 77 ans le 22 avril de la même année à Buenos Aires.

## Filmographie
- 1974 : Quebracho - voix off
- 2004 : Roma - Gustavo Smirnoff
- 2004 : Cama adentro - Víctor
- 2004 : No sos vos, soy yo - Analista
- 2005 : Torrente 3: El protector - caméo
- 2007 : Cine Negro - entrevue
- 2007 : Ratatouille - Auguste Gusteau (doublage en Argentine)
- 2008 : Volt, star malgré lui - Joey (doublage en Argentine)
- 2011 : Mi primera boda - Padre Patricio
- 2013 : Metegol - Evaristo (doublage en Argentine)
- 2019 : El cuento de las comadrejas - Martín Saravia